# Frauenreuther Weiher
Der Frauenreuther Weiher ist ein etwa 4,8 ha großer See beim Dorf Frauenreuth der Gemeinde Friedenfels im Landkreis Tirschenreuth in der bayerischen Oberpfalz.

## Lage und Beschreibung
Der See liegt nahe am Südfuß des Steinwaldes in einer nurmehr flach südwärts einfallendem Geländemulde auf Granit im Untergrund auf einer Höhe von 552 m ü. NHN. Er hat Zufluss von zwei am Südabfall dieses Mittelgebirges entstehenden Bächen, deren größerer einen über 11⁄2 km langen Lauf hat, insgesamt ist das Einzugsgebiet etwa 2,8 km² groß. Der Südwestseite des Sees dicht entlang fließt der Steinwaldbach, der über den Heinbach in die Fichtelnaab entwässert und in den auch das Wasser aus dem etwa 320 Meter langen und 180 Meter breiten See über einen Graben am Südende abfließt. Um den südlichen Seeteil herum stehen nahe Häuser von Frauenreuth. Das Ufer ist fast geschlossen von einer Baumreihe umschlossen; im nördlichen Seeteil säumen auch breitere Waldstücke den bis 2,2 m tiefen See.
Der See wird vom ASV Reuth e. V. bewirtschaftet, der Tages- und Wochenerlaubnisscheine für Angelwillige ausstellt. Eingesetzt sind Karpfen, Schleien, Zander, Hechte und verschiedene Weißfischarten. Der See ist ganzjährig frei zugänglich, etwas über hundert Meter vom Ufer entfernt gibt es einen Caravan-Parkplatz.